# Empire of the Clouds
Empire of the Clouds è un singolo del gruppo musicale britannico Iron Maiden, pubblicato il 16 aprile 2016 come secondo estratto dal sedicesimo album in studio The Book of Souls.

## Descrizione
Con i suoi oltre 18 minuti di lunghezza, si tratta del più lungo brano realizzato dagli Iron Maiden durante tutta la loro carriera, battendo il precedente record detenuto dal brano Rime of the Ancient Mariner, tratto dal loro album del 1984 Powerslave.
Il testo, composto interamente dal cantante Bruce Dickinson nel 2014 durante la permanenza del gruppo ai Guillame Tell Studios di Parigi, narra del tragico disastro aereo del dirigibile R101 avvenuto il 5 ottobre 1930, che causò la morte di 48 persone tra passeggeri e membri dell'equipaggio, tra cui il Ministro dei Trasporti Aerei britannico Lord Thomson. Lo stesso Dickinson, nel dettaglio, ha spiegato come il brano rappresenti «una storia molto toccante, una storia molto umana, una storia di ambizione e sogni». Secondo quanto spiegato dal chitarrista Adrian Smith, Dickinson ha lavorato per conto suo al brano per circa un mese all'interno di una stanza insonorizzata.
Musicalmente, la registrazione di Empire of the Clouds è stata una sfida per i restanti componenti del gruppo, in quanto hanno dovuto suonare seguendo le istruzioni indicate da Dickinson e dal produttore Kevin Shirley; nonostante ciò, il bassista Steve Harris lo ha definito un «capolavoro» durante un'intervista a Kerrang!. Il brano è inoltre caratterizzato da parti orchestrali nonché dalla presenza del pianoforte (suonato da Dickinson), mai impiegato in precedenza dal gruppo, e di svariate percussioni sperimentate dal batterista Nicko McBrain, tra cui un particolare gong per ricreare lo schianto del dirigibile.

## Pubblicazione
L'11 marzo 2016 gli Iron Maiden hanno annunciato attraverso il proprio sito ufficiale la pubblicazione di Empire of the Clouds in formato 12" in occasione dell'annuale Record Store Day. Riguardo a ciò il direttore marketing della Parlophone Paul Fletcher ha spiegato che sebbene il brano non fosse mai stato pensato come un possibile singolo radiofonico, sentiva la necessità di «immortalare» il brano in qualche modo.
Il singolo, oltre a presentare il brano sul lato principale del vinile, contiene sul lato B un'intervista audio a Dickison e a McBrain riguardo l'ispirazione e il lavoro dietro ad esso, mentre la copertina raffigura una replica della prima pagina del Daily Mirror inerente all'incidente dell'R101.

## Tracce
Lato A
1. Empire of the Clouds – 18:01 (Bruce Dickinson)

Lato B
1. Maiden Voyage: The Story Behind "Empire of the Clouds" – 21:07 (Bruce Dickinson, Nicko McBrain)

## Formazione
Gruppo
- Bruce Dickinson – voce, pianoforte
- Dave Murray – chitarra
- Adrian Smith – chitarra
- Janick Gers – chitarra
- Steve Harris – basso, tastiera
- Nicko McBrain – batteria,gong

Altri musicisti
- Michael Kenney – tastiera
- Jeff Bova – orchestrazione

Produzione
- Kevin "Caveman" Shirley – produzione, missaggio
- Steve Harris – coproduzione
- Denis Caribaux – ingegneria del suono
- Ade Emsley – mastering
- Chris Bellman – mastering aggiuntivo